# Гарвардська обсерваторія

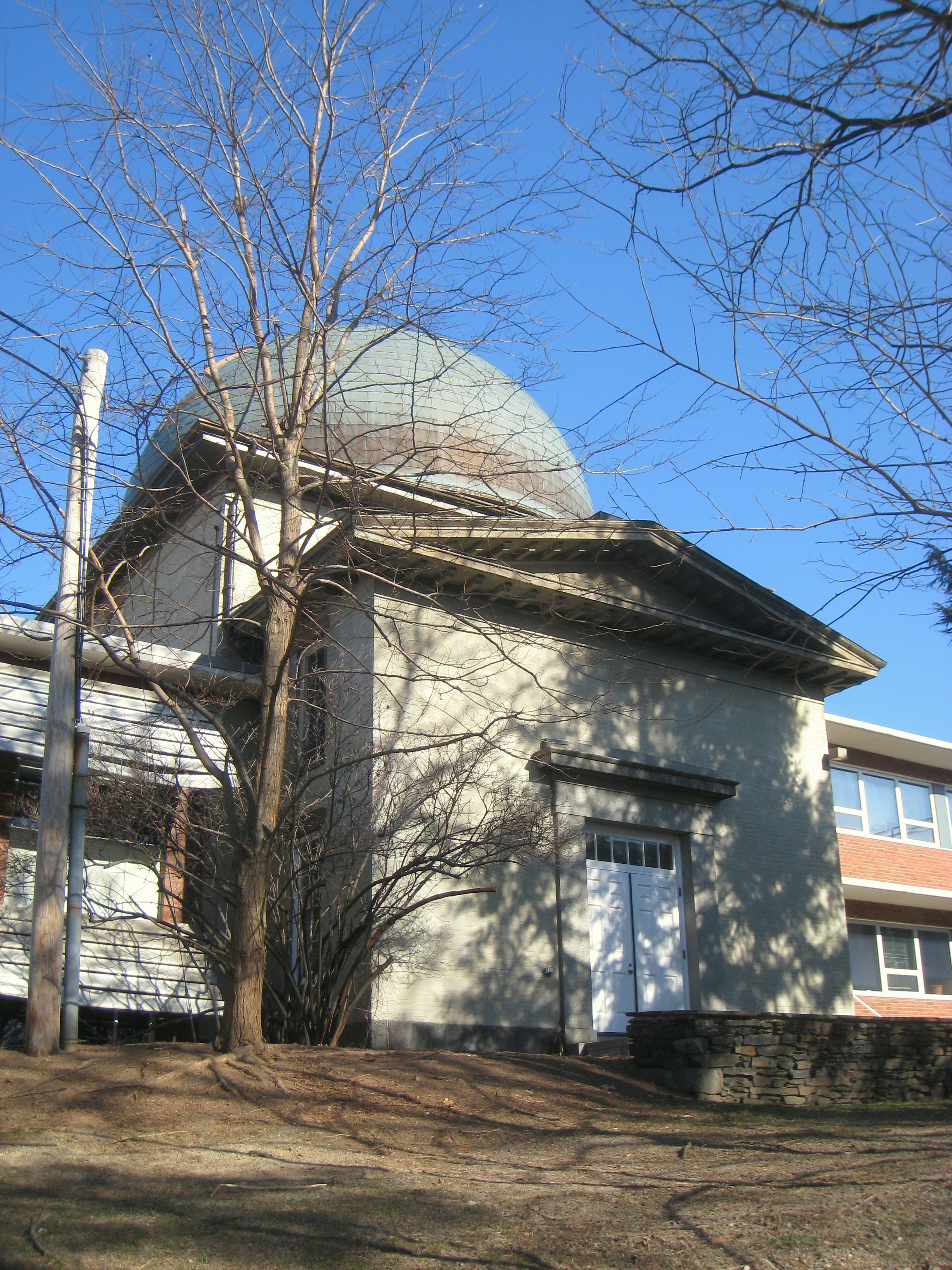
Вежа Сірс Гарвардської обсерваторії

Гарвардська обсерваторія (англ. Harvard College Observatory, HCO) — астрономічна обсерваторія, заснована 1839 року в Кембриджі, штат Массачусетс, США. Є установою, керуючим комплексом із декількох будівель та інструментів, які застосовуються для астрономічних досліджень кафедри астрономії Гарвардського університету. З 1973 року разом з астрофізичною обсерваторією Смітсонівського інституту вона є частиною Гарвард-Смітсонівського астрофізичного центру.

## Керівники обсерваторії
- 1839—1859 — Вільям Кренч Бонд
- 1859—1865 — Джордж Філліпс Бонд
- 1866—1875 — Джозеф Вінлок[en]
- 1877—1919 — Едвард Чарлз Пікерінг
- 1919—1921 — Ірвінг Солон[en]
- 1921—1952 — Гарлоу Шеплі
- 1952—1966 — Дональд Говард Мензел
- 1966—1970 — Лео Голдберг
- 1971—1972 — Джордж Філд[en]

Після об'єднання Утворений Гарвард-Смітсонівський астрофізичний центр. Його керівниками були:
- 1973—1982 — Джордж Філд
- 1982—2004 — Ірвін Шапіро[4]
- з 2004 року — Чарльз Роджер Елкок[en][5]

## Історія обсерваторії
На 15-дюймовому телескопі з 1847 по 1852 Бонд, Вільям Кренч і Джон Адамс Уіппл зробили перші якісні знімки Місяця, а в ніч із 16 на 17 липня 1850 року вони ж зробили перший дагеротип зорі Веги. У 1890 році була створена південна спостережна станція в Перу біля міста Арекіпа. Два 60-дюймових телескопи були передані до Гарвардської обсерваторії після смерті їх власника — Ендрю Ейнслі. У 1927 році спостережна станція з Перу перебралася до ПАР і отримала назву обсерваторія Бойдена. На території Гарвардської обсерваторії з 1911 до 1956 року була розташована Американська асоціація спостерігачів змінних зір (AAVSO).

## Інструменти обсерваторії
- 15-дюймовий Великий рефрактор (D = 38 см, F =? 1847 рік, виробники: Merz і Mahle) — упродовж 20 років найбільший телескоп у США. Замовлений у Merz and Mahler of Munich. Є «братом-близнюком» телескопа, замовленого для Пулковської обсерваторії 1839 року.

## Напрямки досліджень
- Спектральна класифікація зір
- Астрофотографія
- Створення каталогів
- Вивчення змінних зір (фотометрія)

## Досягнення
- Перші фотографії Місяця і зорі (Вега).

- Відкриття астероїдів з першої сотні: 66 Мая і 73 Клітія — відкривач Горас Таттл.
- Відкриття трьох періодичних комет Горасом Парнеллом Таттлом: 8P/Таттла, 55P/Темпеля — Таттла і 109P/Свіфта — Таттла.
- Відкриття змінності RR Ліри і EX Вовка. Відкриття найяскравішої катаклізмічної змінної CC Лебедя — відкрила Луїза Д. Уеллс.
- Восьмий супутник Сатурна відкрили в 1848 році Вільям Кренч Бонд і його син Джордж Філліпс Бонд за допомогою 15-дюймового рефрактора. Крепове або внутрішнє кільце Сатурна було виявлено в 1850 році знову ж Бондами.

- Обсерваторія має колекцію 500 000 скляних платівок (астронегативів), відзнятих із середини 1880 років до 1989 року (з перервою на 1953—1968 роки). Це унікальні дані для дослідження змін зоряного неба протягом понад 100 років[3]. Зараз ця склотека перебуває в процесі цифрування (сканування).
- Публікація 1908 року «Harvard Revised Photometry Catalogue», на основі якого згодом було створено каталогом яскравих зір. Під час створення каталогу Генрі Дрейпера в обсерваторії розроблено першу детальну спектральну класифікацію зір.
- Відкриття залежності «період — світність» для цефеїд — Генрієтта Свон Лівітт.
- Участь у проєктах НЕАО-1, ан: OSO 6 і EN: OSO 4. 6 комет відкрив Уіппл, Фред Лоуренс: ан: 36P/Уїппл і ще 5 неперіодичних комет.
- В обсерваторії було розроблено одну з перших класифікацій галактик.

## Цікаві факти
- 15-дюймовий великий рефрактор був найбільшим телескопом в Америці протягом 20 років[6].